# Frederic William Henry Myers
Frederick William Henry Myers, född 6 februari 1843, död 17 januari 1901, var en engelsk poet. Han var son till Frederic Myers (författaren till Lectures on Great Men (1856) och Catholic Thoughts (första samlingen 1873)).
Den svenske läkaren och författaren Axel Munthe (1857-1949) närvarade vid Myers död i Rom år 1901 och skriver om denna händelse i Boken om San Michele: ”På eftermiddagen började Cheyne-Stokesandningen, detta hemska tecken på dödens annalkande. Myers viskade, att han ville tala med mig ensam. Hans blick var lugn och klar. ’Jag vet att jag dör’, sade han med fast stämma, ’jag vet, att du kommer att hjälpa mig … Jag är glad, jag är redo, jag känner ingen fruktan. Äntligen skall jag få visshet. Säg William James, säg honom …’ Hans flämtande bröst stod stilla under en fruktansvärd minut. ’Hör du mig?’ frågade jag, lutande mig ned över den döende, lider du?’ – ’Nej’, viskade han, ’jag är mycket trött och mycket lycklig’. Dessa voro hans sista ord.”